# Paraderris malaccensis
Paraderris malaccensis là một loài thực vật có hoa trong họ Đậu. Loài này được (Benth.) Adema mô tả khoa học đầu tiên năm 2001.